# Saint-Marcel, Ain
Saint-Marcel (also known as Saint-Marcel-en-Dombes) là một xã ở tỉnh Ain, vùng Auvergne-Rhône-Alpes thuộc miền đông nước Pháp.